# Strada statale 648 del Valico di Monte Scuro
La ex strada statale 648 del Valico di Monte Scuro (SS 648), ora strada provinciale 256 SS 648 di Montescuro (SP 256), era una strada statale italiana, il cui percorso si snoda in Calabria. Attualmente è classificata come strada provinciale.

## Percorso
L'arteria inizia nelle immediate vicinanze del paese silano di Celico, proprio nei pressi dello svincolo omonimo della Strada statale 107 Silana Crotonese, proseguendo poi più o meno parallelamente alla stessa SS 107 con caratteristiche di strada di montagna ed un percorso quindi alquanto tortuoso con un forte dislivello altimetrico. L'apice viene raggiunto quindi al Valico di Monte Scuro (m 1618) dal quale ridiscende poi verso la località di Fago del Soldato (m 1451) congiungendosi con la ex strada statale 279 Silana di Rose presso Moccone (m 1299). Da qui proseguono congiuntamente per un brevissimo tratto dopo il quale la strada prosegue in direzione di Camigliatello Silano, dove la strada si innesta nuovamente sulla SS 107. Ad oggi risulta essere una strada poco percorsa per via della Strada statale 107 Silana Crotonese.

## Storia
Già inserita nell'itinerario della strada statale 107 Silana Crotonese sin dalla sua istituzione nel 1928, con il decreto del Ministro dei lavori pubblici n. 133 del 14 marzo 1990 avvenne la classificazione della strada come SS 648 a seguito della sua sostituzione nell'itinerario della SS 107 con un nuovo tratto in variante: i capisaldi di itinerario erano i seguenti: "Innesto strada statale n. 107 presso Spezzano della Sila - Valico di Monte Scuro - tratto presso Moccone in comune con la strada statale n. 279 - Reinnesto strada statale n. 107 a Camigliatello".
In seguito al decreto legislativo n. 112 del 1998, dal 2002 la gestione è passata dall'ANAS alla Regione Calabria, che ha provveduto al trasferimento dell'infrastruttura al demanio della Provincia di Cosenza.